# Protoptila cristata
Protoptila cristata är en nattsländeart som beskrevs av Oliver S. Flint Jr. 1967. Protoptila cristata ingår i släktet Protoptila och familjen stenhusnattsländor. Inga underarter finns listade i Catalogue of Life.